# Centrale de John E. Amos
La centrale de John E. Amos est une centrale thermique alimentée au charbon située à Winfield dans l'État de la Virginie-Occidentale aux États-Unis.
Située sur les rives de la rivière Kanawha, la centrale, propriété de la American Electric Power, a été inaugurée entre septembre 1971 et octobre 1973.